# Moneta spinigeroides
Espèce
Synonymes
- Episinus spinigeroides Zhu & Song, 1992

Moneta spinigeroides est une espèce d'araignées aranéomorphes de la famille des Theridiidae.

## Distribution
Cette espèce est endémique du Hubei en Chine,.

## Publication originale
- Zhu & Song, 1992 : On four new species of comb-footed spiders (Araneae: Theridiidae) from China. Sichuan Journal of Zoology, vol. 11, no 1, p. 4-7.